# Mitsubishi 1MF
Mitsubishi 1MF — японский палубный истребитель 1920-х годов. Спроектирован для фирмы «Мицубиси» британским инженером Гербертом Смитом. Принят на вооружение ВМФ Японии в 1923 году под названием Палубный истребитель Тип 10 (яп. 一〇式艦上戦闘機 Итимару сики кандзё сэнтоки).

## Разработка и конструкция
В 1920 году японская судостроительная компания Mitsubishi Shipbuilding and Engineering Co. Ltd. создала в Нагое дочернюю компанию Mitsubishi Internal Combustion Engine Manufacturing Co Ltd (Mitsubishi Nainenki Seizo KK), чтобы начать производство самолётов и автомобилей. Вскоре она получила контракт от Императорского флота Японии на производство трёх типов самолётов для авианосцев: истребителя, торпедоносца и разведчика. Чтобы выполнить заказ, фирма наняла бывшего конструктора фирмы «Сопвич» Герберта Смита, который прибыл в Японию с командой из семи английских авиаинженеров.
Истребитель, разработанный этой командой получил внутрифирменное обозначение «1MF», а в японском флоте получил наименование «палубный истребитель Тип 10». Последнее наименование происходило от даты первого полёта самолёта (10-й год периода Тайсё по японскому летоисчислению), который состоялся в октябре 1921 года.
Это был одноместный цельнодеревянный биплан с разновеликими крыльями, приводившийся в движение 300-сильным двигателем фирмы «Испано-Сюиза», который производился в Японии по лицензии как «Мицубиси Хи 8». При посадке на палубу использовался тормозной крюк для аэрофинишёра британского типа.
После успешных испытаний самолёт был принят японским флотом как стандартный истребитель, производство продолжалось до 1928 года, всего было построено 138 машин.

## История службы
1MF был принят на вооружение японским флотом в 1923 году, заменив устаревший самолёт Gloster Sparrowhawk. 28 февраля 1923 года он стал первым японским самолётом, совершившим посадку и взлёт с палубы корабля (этим кораблём был первый японский авианосец «Хосё»). Самолёты 1MF продемонстрировали высокую прочность и надёжность, входя в состав авиагрупп авианосцев «Хосё», а также «Акаги» и «Кага», которые были введены в строй в 1927 и 1928 годах соответственно. Эксплуатация самолёта продолжалась до 1930 года, когда он был заменён Nakajima A1N.

## Модификации
1MF1
Прототип. Имел радиатор автомобильного типа в передней части фюзеляжа. Обозначение в ВМС Японии — Тип 10-1.
1MF1A
Экспериментальная конструкция с увеличенной площадью крыльев. Обозначение в ВМС Японии — Тип 10-1.
1MF2
Экспериментальный прототип с двухпролётными крыльями. Обозначение в ВМС Японии — Тип 10-1.
1MF3
Серийная конструкция с радиаторами Ламблина (Lamblin radiators) под носовой частью фюзеляжа, заменившими автомобильные радиаторы. Обозначение в ВМС Японии — Тип 10-2.
1MF4
Доработанный серийный вариант с выдвинутым вперёд кокпитом. Обозначение в ВМС Японии — Тип 10-2.
1MF5
Небольшие модификации. Обозначение в ВМС Японии — Тип 10-2.
1MF5A
Учебная версия, предназначенная для старта с движущей тележки, с поплавками под крыльями для безопасной посадки на воду. Обозначение в ВМС Японии — Type 10-2.

## Операторы
Япония
- ВВС Императорского флота Японии

## Тактико-технические характеристики (1MF3)
Источник данных: Japanese Aircraft 1910-1941 

Технические характеристики
- Экипаж: 1 пилот
- Длина: 6,90 м
- Размах крыла: 8,50 м
- Высота: 3,10 м
- Масса пустого: 940 кг
- Максимальная взлётная масса: 1280 кг
- Силовая установка: 1 × V-образный 8-цилиндровый Мицубиси Хи 8Ф (лицензионный вариант Hispano-Suiza 8F)
- Мощность двигателей: 1 × 300 л.с.

Лётные характеристики
- Максимальная скорость: 213 км/ч
- Практическая дальность: 1014 км
- Практический потолок: 7 960 м
- Скороподъёмность: 3000 м за 10 мин
- Тяговооружённость: 0,18 кВт/кг

Вооружение
- Стрелково-пушечное:  
  - 2 × 7,7 мм пулемёта